# Humberto Ovelar
Humberto Jesús Ovelar (Asunción, Paraguay; 24 de diciembre de 1969) es un exfutbolista y entrenador paraguayo. Actualmente dirige a Sol de América de la Primera División de Paraguay. Como jugador se desempeñaba en la posición de mediocampista ofensivo.

## Clubes

### Como jugador
| Club              | País     | Año       |
| ----------------- | -------- | --------- |
| Cerro Porteño     | Paraguay | 1987-1992 |
| River Plate       | Paraguay | 1992-1994 |
| Tembetary         | Paraguay | 1994-1995 |
| Cerro Porteño     | Paraguay | 1996-1997 |
| Deportivo Pereira | Colombia | 1997-1998 |
| Cerro Porteño     | Paraguay | 1998      |

### Como ayudante técnico
| Club             | País     | Año       |
| ---------------- | -------- | --------- |
| Cerro Porteño    | Paraguay | 1998      |
| Club América     | México   | 1999      |
| Sportivo Luqueño | Paraguay | 2000-2001 |
| Sport Colombia   | Paraguay | 2002-2003 |
| Olimpia          | Paraguay | 2004      |

### Como director técnico
| Club                  | País     | Año       |
| --------------------- | -------- | --------- |
| Sport Colombia        | Paraguay | 2005      |
| 12 de Octubre         | Paraguay | 2005-2006 |
| 3 de Febrero          | Paraguay | 2007      |
| 12 de Octubre         | Paraguay | 2009      |
| Sport Colombia        | Paraguay | 2009-2011 |
| Club Rubio Ñu         | Paraguay | 2011      |
| Sport Colombia        | Paraguay | 2012-2013 |
| Sportivo Carapeguá    | Paraguay | 2013      |
| San Lorenzo           | Paraguay | 2014-2015 |
| 12 de Octubre         | Paraguay | 2015      |
| Resistencia           | Paraguay | 2017-2018 |
| Sportivo Iteño        | Paraguay | 2018-2019 |
| General Caballero JLM | Paraguay | 2020-2021 |
| River Plate           | Paraguay | 2022      |
| Tacuary               | Paraguay | 2022      |
| General Caballero JLM | Paraguay | 2022-2023 |
| Independiente CG      | Paraguay | 2023      |
| Guaireña              | Paraguay | 2023      |
| Sol de América        | Paraguay | 2024-Act. |

## Palmarés

### Como entrenador
| Título              | Club                  | País     | Año  |
| ------------------- | --------------------- | -------- | ---- |
| División Intermedia | Sportivo San Lorenzo  | Paraguay | 2014 |
| División Intermedia | General Caballero JLM | Paraguay | 2021 |